# Schefflera umbraculifera
Schefflera umbraculifera är en araliaväxtart som beskrevs av David Gamman Frodin. Schefflera umbraculifera ingår i släktet Schefflera och familjen araliaväxter. Inga underarter finns listade.